# Jessica Stegrud
Jessica Margareta Stegrud, née le 27 septembre 1970 à Bromma, est une femme politique suédoise.
Membre des Démocrates de Suède, elle siège au Parlement européen du 2 juillet 2019 au 25 septembre 2022. Elle devient membre du Riksdag après les élections du 11 septembre 2022.

## Biographie
Stegrud étudie l'économie à l'université de Karlstad de 1989 à 1991 et au collège universitaire de Gävle de 1991 à 1993. En 1994, elle suit un cours de langue française à l'Université d'Angers. Elle est employée comme consultante en gestion chez Sydkraft puis EON Sverige AB de 2001 jusqu'à son élection au Parlement européen en 2019. Elle n'était pas membre des Démocrates de Suède avant sa candidature à l'élection du Parlement européen de 2019 en Suède.
Au Parlement européen, Jessica Stegrud siège au sein du groupe des Conservateurs et réformistes européens. Elle est membre de la commission de l'énergie, de la commission pour l'égalité des genres et des délégations pour les relations avec la Chine.